# Calcio ai Giochi della XXI Olimpiade - Qualificazioni
Le qualificazioni al torneo di calcio alla XXI Olimpiade furono disputate da 80 squadre (20 europee, 6 sudamericane, 14 nord e centroamericane, 24 africane e 16 asiatiche).
Il Canada (Paese ospitante) e la Polonia (Campione olimpico in carica) ottennero la qualificazione automatica al torneo. Ad esse, si sarebbero aggiunte 4 squadre dall'Europa, 2 dal Sud America, 2 dal Nord/Centro America, 3 dall'Africa e 3 dall'Asia.

## Squadre qualificate
- Brasile
- Canada
- Corea del Nord
- Francia
- Germania Est
- Ghana[1]
- Guatemala
- Iran

- Israele
- Messico
- Nigeria[1]
- Polonia
- Spagna
- Unione Sovietica
- Uruguay[2]
- Zambia[1]